# Manuel López Gómez
Manuel López Gómez (1823-1893) fue un jurista y abogado español, catedrático de la Universidad de Valladolid.

## Biografía
Nació en Valladolid el 1 de enero de 1823, Cursó sus estudios de derecho en la Universidad de Valladolid; empleado por la misma universidad, desempeñaría en este centro las cátedras de Disciplina eclesiástica, Derecho canónico, Derecho civil y Derecho Internacional público y privado y ejerció también de decano y rector. El 18 de enero de 1874 tomó posesión como académico numerario de la Real Academia de Bellas Artes de la Purísima Concepción.
Fue concejal del Ayuntamiento de Valladolid; igualmente llegó a ser elegido para el cargo de senador en representación de la Universidad de Valladolid para la legislatura 1891-1893. Fue también miembro del Colegio de Abogados de Valladolid.
De ideario católico, Juan Ortega Rubio le consideró «más inclinado al regalismo español que al ultramontanismo».
Murió a las 12 de la mañana del 7 de septiembre de 1893 en su domicilio del número 28 de la vallisoletana calle de Fray Luis de León. Desde ese mismo año da nombre a una calle de su ciudad natal.

## Distinciones
- Gran Cruz de la Orden de Isabel la Católica (1883)[8]